# Torneo Clausura 2015 Fútbol Femenino (Chile)
El Campeonato Nacional Femenino de Clausura de Primera División de Fútbol Femenino 2015 es el decimotercer torneo de la Primera División de fútbol femenino de Chile, comenzó el día 12 de junio. La organización está a cargo de la ANFP.

## Sistema de Campeonato
El sistema se llevará a cabo de la siguiente manera:
- Fase Grupal: Se jugará la primera fase del torneo, con los 20 participantes divididos en 2 grupos, llamados "Centro" y "Sur" (se conservan los equipos en las zonas respecto al torneo de apertura). Se jugarán 9 fechas por rueda, de un total de 2, haciendo un total de 18 fechas. Los 4 primeros clubes de cada equipo accederán a los cuartos de final de Play-offs.

- Play-offs: Las llaves de playoff estarán compuestas de la siguiente manera: Primero Centro vs Cuarto Sur; Primero Sur vs Cuarto Centro; Segundo Centro vs Tercero Sur y Segundo Sur vs Tercero Centro.

El campeón de este torneo deberá enfrentar la Copa de Campeones, en un partido de definición en una cancha neutral, con el ganador del torneo de Apertura que recién pasó. Este encuentro servirá para determinar qué equipo femenino participará en la Copa Libertadores de América Femenina del año 2016. En el caso de que el campeón del Apertura y Clausura sea el mismo equipo, no se realizará este encuentro, clasificando automáticamente a dicho torneo internacional.

## Equipos participantes
| Nombre                       | Ciudad                   | Fundación D0E7FF        | Estadio F5FAFF                        |
| ---------------------------- | ------------------------ | ----------------------- | ------------------------------------- |
| Audax Italiano               | Santiago (La Florida)    | 30 de noviembre de 1910 | Bicentenario Municipal de La Florida  |
| Boston College               | Santiago (Maipú)         | 1996                    | Santiago Bueras                       |
| Cobresal                     | Machalí                  | 5 de mayo de 1979       | Estadio Municipal Julio Martínez      |
| Colo-Colo                    | Santiago (Macul)         | 19 de abril de 1925     | Monumental                            |
| Curicó Unido                 | Curicó                   | 26 de febrero de 1973   | La Granja                             |
| Deportes La Serena           | La Serena                | 9 de diciembre de 1955  | La Portada                            |
| Deportes Ñielol              | Temuco                   | 2013                    | Campo de Deportes Ñielol              |
| Deportes Puerto Montt        | Puerto Montt             | 6 de mayo de 1983       | Regional de Chinquihue                |
| Deportes Temuco              | Temuco                   | 27 de junio de 1916     | Bicentenario Germán Becker            |
| Everton                      | Viña del Mar             | 24 de junio de 1909     | Sausalito                             |
| Naval de Talcahuano          | Concepción               | 2009                    | Estadio Municipal de Chiguayante      |
| Palestino                    | Santiago (La Cisterna)   | 20 de agosto de 1920    | Estadio Los Nogales, Estación Central |
| Puerto Varas                 | Puerto Varas             | 2009                    | Estadio Ewaldo Klein                  |
| Rangers                      | Talca                    | 2 de noviembre de 1902  | Fiscal de Talca                       |
| Santiago Morning             | Santiago (La Pintana)    | 16 de octubre de 1903   | Estadio Municipal de Peñalolén        |
| Santiago Wanderers           | Valparaíso               | 15 de agosto de 1892    | Regional Chiledeportes                |
| Unión Española               | Santiago (Independencia) | 18 de mayo de 1897      | Santa Laura                           |
| Universidad Austral de Chile | Valdivia                 |                         | Parque Municipal de Valdivia          |
| Universidad Católica         | Santiago (Las Condes)    | 21 de abril de 1937     | San Carlos de Apoquindo               |
| Universidad de Chile         | Santiago (Ñuñoa)         | 24 de mayo de 1927      | Centro Deportivo Azul                 |

## Equipos porRegión
| Región        | Equipos |
| ------------- | --- |
| Coquimbo      | - Deportes La Serena |
| Valparaíso    | - Everton - Santiago Wanderers |
| Metropolitana | - Audax Italiano - Boston College - Colo-Colo - Palestino - Santiago Morning - Unión Española - Universidad Católica - Universidad de Chile |
| O'Higgins     | - Cobresal(*) |
| Maule         | - Curicó Unido - Rangers |
| Biobío        | - Naval de Talcahuano |
| Araucanía     | - Deportes Ñielol - Deportes Temuco |
| Los Ríos      | - Universidad Austral |
| Los Lagos     | - Deportes Puerto Montt - Puerto Varas |

| Deportes La Serena Everton Santiago Wanderers Universidad de Chile Colo-Colo Universidad Católica Unión Española Santiago Morning Audax Italiano Palestino Boston College Cobresal Curicó Unido Rangers Naval de Talcahuano Deportes Temuco Deportes Ñielol Puerto Varas Deportes Puerto Montt Universidad Austral |

## Equipos por zonas
La división de equipos se realizó usando los siguientes criterios geográficos:
- En la zona centro participarán todos los equipos que se ubiquen geográficamente en la Región Metropolitana (incluida esta) hacia el norte.
- En la zona sur participarán todos los equipos ubicados geográficamente desde la Región Metropolitana hacia el sur (Como en esta zona, geográficamente solo 9 equipos se encuentran en ella, se realizó un sorteo, entre todos los equipos de la zona centro, para determinar qué equipo de esta zona se iba para la zona sur, saliendo como resultado Colo-Colo[1]).

| Zona Centro | Zona Sur |
| - Audax Italiano - Boston College - Deportes La Serena - Everton - Palestino - Santiago Morning - Santiago Wanderers - Unión Española - Universidad Católica - Universidad de Chile | - Cobresal - Colo-Colo - Curicó Unido - Deportes Ñielol - Deportes Puerto Montt - Deportes Temuco - Naval de Talcahuano - Puerto Varas - Rangers - Universidad Austral |
| --- | --- |

## Clasificación por zona
| POS. | EQUIPO               | PTS | PJ | PG | PE | PP | GF | GC | DG  |
| ---- | -------------------- | --- | -- | -- | -- | -- | -- | -- | --- |
| 1.   | Palestino            | 25  | 10 | 6  | 1  | 1  | 34 | 14 | +20 |
| 2.   | Santiago Morning     | 24  | 9  | 8  | 0  | 1  | 46 | 12 | +34 |
| 3.   | Universidad de Chile | 21  | 10 | 7  | 0  | 3  | 35 | 15 | +20 |
| 4.   | Santiago Wanderers   | 19  | 10 | 6  | 1  | 3  | 22 | 20 | +2  |
| 5.   | Audax Italiano       | 16  | 10 | 5  | 1  | 4  | 26 | 19 | +7  |
| 6.   | Unión Española       | 11  | 10 | 3  | 2  | 5  | 15 | 27 | -12 |
| 7.   | Deportes La Serena   | 10  | 10 | 3  | 1  | 6  | 18 | 29 | -11 |
| 8.   | Universidad Católica | 9   | 9  | 2  | 3  | 4  | 15 | 24 | -9  |
| 9.   | Boston College       | 3   | 9  | 1  | 0  | 8  | 11 | 37 | -26 |
| 10.  | Everton              | 1   | 9  | 0  | 1  | 8  | 2  | 27 | -25 |

|  | Clasifican a playoffs |

| POS. | EQUIPO                | PTS | PJ | PG | PE | PP | GF  | GC | DG   |
| ---- | --------------------- | --- | -- | -- | -- | -- | --- | -- | ---- |
| 1.   | Colo-Colo             | 27  | 9  | 9  | 0  | 0  | 111 | 3  | +108 |
| 2.   | Rangers               | 25  | 10 | 8  | 1  | 1  | 45  | 11 | +34  |
| 3.   | Deportes Temuco       | 22  | 10 | 7  | 1  | 2  | 29  | 9  | +20  |
| 4.   | Naval de Talcahuano   | 14  | 10 | 4  | 2  | 4  | 21  | 31 | -10  |
| 5.   | Puerto Varas          | 13  | 10 | 4  | 1  | 5  | 11  | 48 | -37  |
| 6.   | Curicó Unido          | 12  | 10 | 4  | 0  | 6  | 16  | 29 | -13  |
| 7.   | Cobresal              | 10  | 10 | 3  | 1  | 6  | 15  | 39 | -24  |
| 8.   | Universidad Austral   | 7   | 9  | 2  | 1  | 6  | 11  | 24 | -13  |
| 9.   | Deportes Puerto Montt | 6   | 10 | 1  | 3  | 6  | 10  | 29 | -19  |
| 10.  | Deportes Ñielol       | 5   | 10 | 1  | 2  | 7  | 9   | 55 | -46  |

|  | Clasifican a playoffs |

## Evolución de la clasificación

### Zona Centro
| EQUIPO / FECHA       | 01 | 02 | 03 | 04 | 05 | 06 | 07 | 08 | 09 | 10 | 11 | 12 | 13 | 14 | 15 | 16 | 17 | 18 |
| -------------------- | -- | -- | -- | -- | -- | -- | -- | -- | -- | -- | -- | -- | -- | -- | -- | -- | -- | -- |
| Palestino            | 10 | 5  | 4  | 4  |    |    |    |    | 2  |    |    |    |    |    |    |    |    |    |
| Santiago Morning     | 4  | 1  | 2  | 2  |    |    |    |    | 1  |    |    |    |    |    |    |    |    |    |
| Universidad de Chile | 2  | 2  | 1  | 1  |    |    |    |    | 4  | 3  |    |    |    |    |    |    |    |    |
| Santiago Wanderers   | 1  | 3  | 5  | 5  |    |    |    |    | 3  | 4  |    |    |    |    |    |    |    |    |
| Audax Italiano       | 3  | 4  | 3  | 3  |    |    |    |    | 5  | 5  |    |    |    |    |    |    |    |    |
| Deportes La Serena   | 9  | 10 | 6  | 6  |    |    |    |    | 6  |    |    |    |    |    |    |    |    |    |
| Unión Española       | 3  | 8  | 8  | 8  |    |    | 8  | 8  | 8  |    |    |    |    |    |    |    |    |    |
| Universidad Católica | 4  | 6  | 7  | 7  |    |    |    |    | 7  |    |    |    |    |    |    |    |    |    |
| Boston College       | 4  | 9  | 10 | 10 | 10 | 10 | 10 | 10 | 9  |    |    |    |    |    |    |    |    |    |
| Everton              | 4  | 7  | 9  | 9  | 9  | 9  | 9  | 9  | 10 |    |    |    |    |    |    |    |    |    |

### Zona Sur
| EQUIPO / FECHA        | 01 | 02 | 03 | 04 | 05 | 06 | 07 | 08 | 09 | 10 | 11 | 12 | 13 | 14 | 15 | 16 | 17 | 18 |
| --------------------- | -- | -- | -- | -- | -- | -- | -- | -- | -- | -- | -- | -- | -- | -- | -- | -- | -- | -- |
| Colo-Colo             | 1  | 1  | 1  | 1  | 1  | 1  | 1  | 1  | 1  | 1  | 1  | 1  | 1  | 1  | 1  | 1  | 1  | 1  |
| Rangers               | 2  | 2  | 2  | 3  |    |    |    |    | 2  | 2  |    |    |    |    | 2  | 2  |    |    |
| Deportes Temuco       | 3  | 3  | 4  | 4  |    |    |    |    | 3  | 3  |    |    |    |    |    |    |    |    |
| Naval de Talcahuano   | 5  | 4  | 3  | 2  |    |    |    |    | 4  | 4  |    |    |    |    |    |    |    |    |
| Puerto Varas          | 10 | 10 | 9  | 7  |    |    |    |    | 5  | 5  |    |    |    |    |    |    |    |    |
| Curicó Unido          | 7  | 8  | 10 | 8  |    |    |    |    | 7  | 6  |    |    |    |    |    |    |    |    |
| Cobresal              | 8  | 9  | 8  | 10 |    |    |    |    | 6  | 7  |    |    |    |    |    |    |    |    |
| Universidad Austral   | 4  | 5  | 5  | 5  |    |    |    |    | 8  | 8  |    |    |    |    |    |    |    |    |
| Deportes Puerto Montt | 5  | 6  | 6  | 6  |    |    |    |    | 9  | 9  |    |    |    |    |    |    |    |    |
| Deportes Ñielol       | 9  | 7  | 7  | 9  |    |    |    |    | 10 | 10 |    |    |    |    |    |    |    |    |

* Nota: No siempre los partidos de cada jornada se juegan en la fecha programada por diversos motivos. Sin embargo, la evolución de la clasificación de cada equipo se hace bajo el supuesto de que no hay aplazamiento.

## Fixture y Resultados

### Zona Centro
|  | Audax Italiano       | 4 - 2 | Unión Española     |  | Ciudad Deportiva Club Audax Italiano | 11 de julio | 12:00 |
|  | Palestino            | 0 - 4 | Santiago Wanderers |  | Los Nogales                          | 11 de julio | 14:00 |
|  | Universidad de Chile | 4 - 1 | Deportes La Serena |  | Centro Deportivo Azul                | 12 de julio | 12:00 |
|  | Universidad Católica | 2 - 2 | Everton            |  | San Carlos de Apoquindo, cancha 3    | 16 de julio | 15:30 |
|  | Boston College       | 2 - 7 | Santiago Morning   |  | Santiago Bueras                      | 16 de julio | 15:30 |

|  | Unión Española     | 1 - 5 | Palestino            |  | Caja 18 de Septiembre, Lampa                   | 16 de julio | 12:00 |
|  | Audax Italiano     | 4 - 1 | Boston College       |  | Ciudad Deportiva Club Audax Italiano           | 18 de julio | 12:00 |
|  | Deportes La Serena | 1 - 6 | Santiago Morning     |  | Complejo El Llano, cancha sintética, La Serena | 18 de julio | 12:00 |
|  | Santiago Wanderers | 4 - 0 | Universidad Católica |  | Complejo Deportivo Mantagua                    | 18 de julio | 13:00 |
|  | Everton            | 0 - 5 | Universidad de Chile |  | Italo Composto Scarpati                        | 19 de julio | 13:00 |

|  |  | - |  |  |  | 25 de julio |  |
|  |  | - |  |  |  | 25 de julio |  |
|  |  | - |  |  |  | 25 de julio |  |
|  |  | - |  |  |  | 25 de julio |  |
|  |  | - |  |  |  | 25 de julio |  |

|  |  | - |  |  |  | 1 de agosto |  |
|  |  | - |  |  |  | 1 de agosto |  |
|  |  | - |  |  |  | 1 de agosto |  |
|  |  | - |  |  |  | 1 de agosto |  |
|  |  | - |  |  |  | 1 de agosto |  |

|  |  | - |  |  |  | 8 de agosto |  |
|  |  | - |  |  |  | 8 de agosto |  |
|  |  | - |  |  |  | 8 de agosto |  |
|  |  | - |  |  |  | 8 de agosto |  |
|  |  | - |  |  |  | 8 de agosto |  |

|  |  | - |  |  |  | 15 de agosto |  |
|  |  | - |  |  |  | 15 de agosto |  |
|  |  | - |  |  |  | 15 de agosto |  |
|  |  | - |  |  |  | 15 de agosto |  |
|  |  | - |  |  |  | 15 de agosto |  |

|  |  | - |  |  |  | 22 de agosto |  |
|  |  | - |  |  |  | 22 de agosto |  |
|  |  | - |  |  |  | 22 de agosto |  |
|  |  | - |  |  |  | 22 de agosto |  |
|  |  | - |  |  |  | 22 de agosto |  |

|  |  | - |  |  |  | 29 de agosto |  |
|  |  | - |  |  |  | 29 de agosto |  |
|  |  | - |  |  |  | 29 de agosto |  |
|  |  | - |  |  |  | 29 de agosto |  |
|  |  | - |  |  |  | 29 de agosto |  |

|  |  | - |  |  |  | 5 de septiembre |  |
|  |  | - |  |  |  | 5 de septiembre |  |
|  |  | - |  |  |  | 5 de septiembre |  |
|  |  | - |  |  |  | 5 de septiembre |  |
|  |  | - |  |  |  | 5 de septiembre |  |

|  |  | - |  |  |  | 12 de septiembre |  |
|  |  | - |  |  |  | 12 de septiembre |  |
|  |  | - |  |  |  | 12 de septiembre |  |
|  |  | - |  |  |  | 12 de septiembre |  |
|  |  | - |  |  |  | 12 de septiembre |  |

|  |  | - |  |  |  | 26 de septiembre |  |
|  |  | - |  |  |  | 26 de septiembre |  |
|  |  | - |  |  |  | 26 de septiembre |  |
|  |  | - |  |  |  | 26 de septiembre |  |
|  |  | - |  |  |  | 26 de septiembre |  |

|  |  | - |  |  |  | 3 de octubre |  |
|  |  | - |  |  |  | 3 de octubre |  |
|  |  | - |  |  |  | 3 de octubre |  |
|  |  | - |  |  |  | 3 de octubre |  |
|  |  | - |  |  |  | 3 de octubre |  |

|  |  | - |  |  |  | 10 de octubre |  |
|  |  | - |  |  |  | 10 de octubre |  |
|  |  | - |  |  |  | 10 de octubre |  |
|  |  | - |  |  |  | 10 de octubre |  |
|  |  | - |  |  |  | 10 de octubre |  |

|  |  | - |  |  |  | 17 de octubre |  |
|  |  | - |  |  |  | 17 de octubre |  |
|  |  | - |  |  |  | 17 de octubre |  |
|  |  | - |  |  |  | 17 de octubre |  |
|  |  | - |  |  |  | 17 de octubre |  |

|  |  | - |  |  |  | 24 de octubre |  |
|  |  | - |  |  |  | 24 de octubre |  |
|  |  | - |  |  |  | 24 de octubre |  |
|  |  | - |  |  |  | 24 de octubre |  |
|  |  | - |  |  |  | 24 de octubre |  |

|  |  | - |  |  |  | 31 de octubre |  |
|  |  | - |  |  |  | 31 de octubre |  |
|  |  | - |  |  |  | 31 de octubre |  |
|  |  | - |  |  |  | 31 de octubre |  |
|  |  | - |  |  |  | 31 de octubre |  |

|  |  | - |  |  |  | 7 de noviembre |  |
|  |  | - |  |  |  | 7 de noviembre |  |
|  |  | - |  |  |  | 7 de noviembre |  |
|  |  | - |  |  |  | 7 de noviembre |  |
|  |  | - |  |  |  | 7 de noviembre |  |

|  |  | - |  |  |  | 14 de noviembre |  |
|  |  | - |  |  |  | 14 de noviembre |  |
|  |  | - |  |  |  | 14 de noviembre |  |
|  |  | - |  |  |  | 14 de noviembre |  |
|  |  | - |  |  |  | 14 de noviembre |  |

### Zona Sur
|  | Universidad Austral de Chile | 3 - 2  | Curicó Unido          |  | Parque Municipal, cancha 2 | 11 de julio | 12:00 |
|  | Deportes Ñielol              | 1 - 5  | Rangers               |  | Estadio Tegualda           | 11 de julio | 12:00 |
|  | Puerto Varas                 | 0 - 17 | Colo-Colo             |  | Municipal ANFA             | 11 de julio | 13:00 |
|  | Naval de Talcahuano          | 3 - 3  | Deportes Puerto Montt |  | Boca Sur                   | 12 de julio | 11:00 |
|  | Deportes Temuco              | 2 - 0  | Cobresal              |  | Complejo M11               | 12 de julio | 12:00 |

|  | Curicó Unido          | 0 - 2  | Deportes Temuco              |  | Municipal Sagrada Familia | 16 de julio | 12:30 |
|  | Rangers               | 6 - 0  | Universidad Austral de Chile |  | Municipal de Pencahue     | 18 de julio | 13:00 |
|  | Cobresal              | 1 - 18 | Colo-Colo                    |  | Municipal de Malloa       | 18 de julio | 13:00 |
|  | Deportes Puerto Montt | 2 - 2  | Deportes Ñielol              |  | Municipal de Calbuco      | 18 de julio | 14:00 |
|  | Naval de Talcahuano   | 3 - 0  | Puerto Varas                 |  | Boca Sur                  | 19 de julio | 13:30 |

|  |  | - |  |  |  | 25 de julio |  |
|  |  | - |  |  |  | 25 de julio |  |
|  |  | - |  |  |  | 25 de julio |  |
|  |  | - |  |  |  | 25 de julio |  |
|  |  | - |  |  |  | 25 de julio |  |

|  |  | - |  |  |  | 1 de agosto |  |
|  |  | - |  |  |  | 1 de agosto |  |
|  |  | - |  |  |  | 1 de agosto |  |
|  |  | - |  |  |  | 1 de agosto |  |
|  |  | - |  |  |  | 1 de agosto |  |

|  |  | - |  |  |  | 8 de agosto |  |
|  |  | - |  |  |  | 8 de agosto |  |
|  |  | - |  |  |  | 8 de agosto |  |
|  |  | - |  |  |  | 8 de agosto |  |
|  |  | - |  |  |  | 8 de agosto |  |

|  |  | - |  |  |  | 15 de agosto |  |
|  |  | - |  |  |  | 15 de agosto |  |
|  |  | - |  |  |  | 15 de agosto |  |
|  |  | - |  |  |  | 15 de agosto |  |
|  |  | - |  |  |  | 15 de agosto |  |

|  |  | - |  |  |  | 22 de agosto |  |
|  |  | - |  |  |  | 22 de agosto |  |
|  |  | - |  |  |  | 22 de agosto |  |
|  |  | - |  |  |  | 22 de agosto |  |
|  |  | - |  |  |  | 22 de agosto |  |

|  |  | - |  |  |  | 29 de agosto |  |
|  |  | - |  |  |  | 29 de agosto |  |
|  |  | - |  |  |  | 29 de agosto |  |
|  |  | - |  |  |  | 29 de agosto |  |
|  |  | - |  |  |  | 29 de agosto |  |

|  |  | - |  |  |  | 5 de septiembre |  |
|  |  | - |  |  |  | 5 de septiembre |  |
|  |  | - |  |  |  | 5 de septiembre |  |
|  |  | - |  |  |  | 5 de septiembre |  |
|  |  | - |  |  |  | 5 de septiembre |  |

|  |  | - |  |  |  | 12 de septiembre |  |
|  |  | - |  |  |  | 12 de septiembre |  |
|  |  | - |  |  |  | 12 de septiembre |  |
|  |  | - |  |  |  | 12 de septiembre |  |
|  |  | - |  |  |  | 12 de septiembre |  |

|  |  | - |  |  |  | 26 de septiembre |  |
|  |  | - |  |  |  | 26 de septiembre |  |
|  |  | - |  |  |  | 26 de septiembre |  |
|  |  | - |  |  |  | 26 de septiembre |  |
|  |  | - |  |  |  | 26 de septiembre |  |

|  |  | - |  |  |  | 3 de octubre |  |
|  |  | - |  |  |  | 3 de octubre |  |
|  |  | - |  |  |  | 3 de octubre |  |
|  |  | - |  |  |  | 3 de octubre |  |
|  |  | - |  |  |  | 3 de octubre |  |

|  |  | - |  |  |  | 10 de octubre |  |
|  |  | - |  |  |  | 10 de octubre |  |
|  |  | - |  |  |  | 10 de octubre |  |
|  |  | - |  |  |  | 10 de octubre |  |
|  |  | - |  |  |  | 10 de octubre |  |

|  |  | - |  |  |  | 17 de octubre |  |
|  |  | - |  |  |  | 17 de octubre |  |
|  |  | - |  |  |  | 17 de octubre |  |
|  |  | - |  |  |  | 17 de octubre |  |
|  |  | - |  |  |  | 17 de octubre |  |

|  |  | - |  |  |  | 24 de octubre |  |
|  |  | - |  |  |  | 24 de octubre |  |
|  |  | - |  |  |  | 24 de octubre |  |
|  |  | - |  |  |  | 24 de octubre |  |
|  |  | - |  |  |  | 24 de octubre |  |

|  |  | - |  |  |  | 31 de octubre |  |
|  |  | - |  |  |  | 31 de octubre |  |
|  |  | - |  |  |  | 31 de octubre |  |
|  |  | - |  |  |  | 31 de octubre |  |
|  |  | - |  |  |  | 31 de octubre |  |

|  |  | - |  |  |  | 7 de noviembre |  |
|  |  | - |  |  |  | 7 de noviembre |  |
|  |  | - |  |  |  | 7 de noviembre |  |
|  |  | - |  |  |  | 7 de noviembre |  |
|  |  | - |  |  |  | 7 de noviembre |  |

|  |  | - |  |  |  | 14 de noviembre |  |
|  |  | - |  |  |  | 14 de noviembre |  |
|  |  | - |  |  |  | 14 de noviembre |  |
|  |  | - |  |  |  | 14 de noviembre |  |
|  |  | - |  |  |  | 14 de noviembre |  |

## Playoffs
Terminada la fase clasificatoria, los 4 mejores equipos de las dos zonas accederán a playoffs para disputar el título del campeonato de Clausura 2015. Los cuartos de final, semifinales y final se jugarán en un solo partido, jugando de local el equipo que haya obtenido el mejor lugar en su grupo durante la fase regular del campeonato.

### Cuadro Principal
|  | Cuartos de final         | Cuartos de final         |                  |           | Semifinales          | Semifinales          |  |           | Final          | Final          |  |
|  | 20, 21 y 22 de noviembre | 20, 21 y 22 de noviembre |                  |           | 27 y 28 de noviembre | 27 y 28 de noviembre |  |           | 5 de diciembre | 5 de diciembre |  |
|  |                          |                          |                  |           |                      |                      |  |           |                |                |  |
|  |                          |                          |                  |           |                      |                      |  |           |                |                |  |
|  | Palestino                | 5                        |                  |           |                      |                      |  |           |                |                |  |
|  | Palestino                | 5                        |                  |           |                      |                      |  |           |                |                |  |
|  | Naval de Talcahuano      | 0                        |                  |           |                      |                      |  |           |                |                |  |
|  | Naval de Talcahuano      | 0                        |                  | Palestino | 2                    |                      |  |           |                |                |  |
|  |                          |                          |                  | Palestino | 2                    |                      |  |           |                |                |  |
|  |                          |                          | Santiago Morning | 1         |                      |                      |  |           |                |                |  |
|  | Santiago Morning         | 5                        | Santiago Morning | 1         |                      |                      |  |           |                |                |  |
|  | Santiago Morning         | 5                        |                  |           |                      |                      |  |           |                |                |  |
|  | Deportes Temuco          | 0                        |                  |           |                      |                      |  |           |                |                |  |
|  | Deportes Temuco          | 0                        |                  |           |                      |                      |  | Palestino | 2              |                |  |
|  |                          |                          |                  |           |                      |                      |  | Palestino | 2              |                |  |
|  |                          |                          | Colo-Colo        | 1         |                      |                      |  |           |                |                |  |
|  | Colo-Colo                | 5                        | Colo-Colo        | 1         |                      |                      |  |           |                |                |  |
|  | Colo-Colo                | 5                        |                  |           |                      |                      |  |           |                |                |  |
|  | Santiago Wanderers       | 0                        |                  |           |                      |                      |  |           |                |                |  |
|  | Santiago Wanderers       | 0                        |                  | Colo-Colo | 6                    |                      |  |           |                |                |  |
|  |                          |                          |                  | Colo-Colo | 6                    |                      |  |           |                |                |  |
|  |                          |                          | Rangers          | 1         |                      |                      |  |           |                |                |  |
|  | Rangers                  | 2 (4)                    | Rangers          | 1         |                      |                      |  |           |                |                |  |
|  | Rangers                  | 2 (4)                    |                  |           |                      |                      |  |           |                |                |  |
|  | Universidad de Chile     | 2 (3)                    |                  |           |                      |                      |  |           |                |                |  |
|  | Universidad de Chile     | 2 (3)                    |                  |           |                      |                      |  |           |                |                |  |
|  |                          |                          |                  |           |                      |                      |  |           |                |                |  |

### Cuartos de final
| 22 de noviembre | Palestino                                                                                    | 5:0 | Naval de Talcahuano | Estadio Los Nogales, Santiago (Estación Central) |  |
|                 | Nicole Sanhueza · Bárbara Santibañez · Janet Salgado · Maryorie Hernández · Jeanette Aguirre |     |                     |                                                  |  |

| 20 de noviembre | Santiago Morning                                            | 5:0 | Deportes Temuco | Complejo Deportivo Quilín, Santiago (Macul) |  |
|                 | Paloma López · Daniela Pardo · Karen Araya · Su Helen Galaz |     |                 |                                             |  |

| 22 de noviembre | Colo-Colo                                                               | 5:0 | Santiago Wanderers | Monumental, Santiago (Macul) |  |
|                 | Claudia Soto · Gloria Villamayor · Melissa Rodríguez · Estefanía Banini |     |                    |                              |  |

| 21 de noviembre | Rangers                                 | 2:2 (4:3 p.)               | Universidad de Chile                         | Estadio Fiscal de Talca, Talca |  |
|                 | Katherine Fuentes · Franchesca Caniguan |                            | Yazmin Torrealba ·                           |                                |  |
|                 |                                         | Tiros desde el punto penal |                                              |                                |  |
|                 | Anotado · Anotado · Anotado · Anotado   |                            | Anotado · Anotado · Anotado · Fallo de penal |                                |  |

### Semifinales
| 26 de noviembre | Palestino                                     | 2:1 (0:0) | Santiago Morning    | Estadio Los Nogales, Santiago (Estación Central) |  |
|                 | Bárbara Santibañez 92' · Jeanette Aguirre 94' |           | Alejandra Vidal 79' |                                                  |  |

| 28 de noviembre | Colo-Colo                                                          | 6:1 | Rangers             | Monumental, Santiago (Macul) |  |
|                 | Francisca Lara · Claudia Soto · Yessenia Arenas · Estefanía Banini |     | Franchesca Caniguan |                              |  |

### Final
| 5 de diciembre | Palestino                           | 2:1 (1:0) | Colo-Colo            | Complejo Deportivo Quilín, Santiago (Peñalolén |                             |
|                | Janet Salgado 11' · Carmen Soto 64' |           | Estefanía Banini 92' | Asistencia: 23 espectadores                    | Asistencia: 23 espectadores |

## Campeón
| Palestino           |
| Palestino 1º título |

## Estadísticas

### Tabla de rendimiento
Fecha de Actualización: 20 de julio de 2015
| Equipo | Equipo                | Pts | PJ | PG | PE | PP | GF | GC | Dif | Rend  |
| ------ | --------------------- | --- | -- | -- | -- | -- | -- | -- | --- | ----- |
| 1      | Colo-Colo             | 24  | 8  | 8  | 0  | 0  | 96 | 3  | +93 | 100%  |
| 2      | Santiago Morning      | 24  | 9  | 8  | 0  | 1  | 46 | 12 | +34 | 88,9% |
| 3      | Rangers               | 6   | 2  | 2  | 0  | 0  | 11 | 1  | +10 | 100%  |
| 4      | Universidad de Chile  | 6   | 2  | 2  | 0  | 0  | 9  | 1  | +8  | 100%  |
| 5      | Santiago Wanderers    | 6   | 2  | 2  | 0  | 0  | 8  | 0  | +8  | 100%  |
| 6      | Audax Italiano        | 6   | 2  | 2  | 0  | 0  | 8  | 3  | +5  | 100%  |
| 7      | Deportes Temuco       | 6   | 2  | 2  | 0  | 0  | 4  | 0  | +4  | 100%  |
| 8      | Naval de Talcahuano   | 4   | 2  | 1  | 1  | 0  | 6  | 3  | +3  | 66,6% |
| 9      | Palestino             | 3   | 2  | 1  | 0  | 1  | 5  | 5  | 0   | 50%   |
| 10     | Universidad Austral   | 3   | 2  | 1  | 0  | 1  | 3  | 8  | -5  | 50%   |
| 11     | Deportes Puerto Montt | 2   | 2  | 0  | 2  | 0  | 5  | 5  | 0   | 33,3% |
| 12     | Universidad Católica  | 1   | 2  | 0  | 1  | 1  | 2  | 6  | -4  | 16,6% |
| 13     | Everton               | 1   | 2  | 0  | 1  | 1  | 2  | 7  | -5  | 16,6% |
| 14     | Boston College        | 8   | 2  | 0  | 0  | 8  | 10 | 37 | -27 | 0%    |
| 15     | Curicó Unido          | 0   | 2  | 0  | 0  | 2  | 2  | 5  | -3  | 0%    |
| 16     | Deportes Ñielol       | 0   | 2  | 0  | 1  | 1  | 3  | 7  | -4  | 0%    |
| 17     | Unión Española        | 0   | 2  | 0  | 0  | 2  | 3  | 9  | -6  | 0%    |
| 18     | Deportes La Serena    | 0   | 2  | 0  | 0  | 2  | 2  | 10 | -8  | 0%    |
| 19     | Cobresal              | 0   | 2  | 0  | 0  | 2  | 1  | 20 | -19 | 0%    |
| 20     | Puerto Varas          | 0   | 2  | 0  | 0  | 2  | 0  | 20 | -20 | 0%    |

### Tabla de goleadoras
Fecha de actualización: 13 de julio
| Jugadora             | Equipo                | Goles anotados |
| -------------------- | --------------------- | -------------- |
| Francisca Lara       | Colo-Colo             | 5              |
| Francisca Valenzuela | Rangers               | 4              |
| Yessenia Arenas      | Colo-Colo             | 3              |
| Melissa Rodríguez    | Colo-Colo             | 3              |
| Bárbara Muñoz        | Audax Italiano        | 2              |
| Paulina Lara         | Colo-Colo             | 2              |
| Llislen Sandoval     | Deportes Puerto Montt | 2              |
| Sandra Burgos        | Santiago Wanderers    | 2              |
| Verónica Riquelme    | Unión Española        | 2              |